# Episodi de L'allegra banda di Nick (nona stagione)
La nona stagione della serie televisiva L'allegra banda di Nick è stata trasmessa in anteprima in Canada dalla CBC Television tra il 5 ottobre 1980 e il 19 aprile 1981.
| nº | Titolo originale            | Titolo italiano | Prima TV Canada  | Prima TV Italia |
| -- | --------------------------- | --------------- | ---------------- | --------------- |
| 1  | The New Corporal            |                 | 5 ottobre 1980   |                 |
| 2  | Cameron's Cache             |                 | 12 ottobre 1980  |                 |
| 3  | Lessons In Love             |                 | 19 ottobre 1980  |                 |
| 4  | Sadie Is a Lady             |                 | 2 novembre 1980  |                 |
| 5  | Meadow Muffins and Millions |                 | 9 novembre 1980  |                 |
| 6  | Death Cloud                 |                 | 23 novembre 1980 |                 |
| 7  | Canada Cooks                |                 | 30 novembre 1980 |                 |
| 8  | Leadfoot                    |                 | 14 dicembre 1980 |                 |
| 9  | A Christmas Story           |                 | 21 dicembre 1980 |                 |
| 10 | Young Men In Action         |                 | 28 dicembre 1980 |                 |
| 11 | Voice of the People         |                 | 4 gennaio 1981   |                 |
| 12 | Sailaway                    |                 | 11 gennaio 1981  |                 |
| 13 | Hot Air Affair              |                 | 18 gennaio 1981  |                 |
| 14 | The Great Bicycle Race      |                 | 25 gennaio 1981  |                 |
| 15 | The Tray Tree               |                 | 1º febbraio 1981 |                 |
| 16 | The Log                     |                 | 22 febbraio 1981 |                 |
| 17 | The Soul Snatcher           |                 | 1º marzo 1981    |                 |
| 18 | The Raft                    |                 | 15 marzo 1981    |                 |
| 19 | Dowser                      |                 | 29 marzo 1981    |                 |
| 20 | Home Sweet Home             |                 | 19 aprile 1981   |                 |